# Nasser Al-Khelaifi
Nasser Ghanim Al-Khelaifi (arabisch ناصر الخليفي, DMG Nāṣir al-Ḫulaifī; * 12. November 1973 in Doha) ist ein katarischer Geschäftsmann, Politiker und ehemaliger Tennisspieler. Er ist unter anderem Präsident des französischen Fußballvereins Paris Saint-Germain.

## Wirken
Al-Khelaifi wurde im Juni 2011 Vorsitzender der 2003 gegründeten Beteiligungsfirma Qatar Sports Investments (QSI), die sich auf den Sport- und Freizeitmarkt konzentriert. Einen Monat zuvor hatte QSI für etwa 30 Millionen Euro Aktienanteile am französischen Fußballverein Paris Saint-Germain von Colony Capital gekauft, mit weiteren 20 Millionen Euro wurden Schulden gedeckt. Am 4. November wurde Al-Khelaifi zum Vorstandsvorsitzenden von PSG ernannt.
Seit 2013 ist er CEO der beIN Media Group, einem katarischen Medienkonzern, der zum Al Jazeera Media Network gehört. Tamim bin Hamad Al Thani, Staatschef von Katar, der gemeinsam mit Al-Khelaifi aktiv Tennis spielte, ernannte ihn im selben Jahr zum Minister ohne Geschäftsbereich.
Er ist zudem Präsident des katarischen Tennisverbandes und einer der Vizepräsidenten der Asian Tennis Federation.

### Tenniskarriere
Von 1992 bis 2002 bestritt er 45 Begegnungen für die katarische Davis-Cup-Mannschaft. Im Einzel gewann er zwölf seiner insgesamt 43 Partien, im Doppel zwölf von insgesamt 28. Mit acht gemeinsamen Siegen im Doppel bildete er mit Sultan Al-Alawi das erfolgreichste Duo der katarischen Davis-Cup-Geschichte. Auf der ATP World Tour bestritt er je zwei Partien im Einzel und Doppel. 1996 unterlag er, mit einer Wildcard ins Turnier gestartet, in der ersten Runde in St. Pölten in der Einzelkonkurrenz Thomas Muster glatt in zwei Sätzen. 2001 erhielt er für das Turnier in Doha ebenfalls eine Wildcard. Er scheiterte in der Auftaktrunde an Oleg Ogorodov. Im Doppel startete er 1993 und 2001 in Doha in der Doppelkonkurrenz. Beide Male kam er auch hier nicht über die erste Runde hinaus.